# Massimo Rizzo
Massimo Rizzo (Zurigo, 14 maggio 1975) è un allenatore di calcio ed ex calciatore svizzero, di ruolo difensore.

## Carriera

### Allenatore
Diventa il vice allenatore di Urs Meier allo Zurigo all'inizio della stagione 2015-2016. Dopo l'esonero di quest'ultimo, dirige per la prima volta la squadra il 9 agosto 2015 in occasione della vittoria in campionato contro il San Gallo per 2-0.

## Palmarès

### Giocatore

#### Competizioni nazionali
- Coppa Svizzera: 1

Wil: 2003-2004